# 宝島 (1988年の映画)
『宝島』(たからじま、原題: Остров Сокровищ) は、ロバート・ルイス・スティーブンソンの小説『宝島』（1883年）を原作としたソ連の2部構成の実写/アニメ冒険コメディテレビ映画です。
2部構成となっており、前編にあたる『フリント船長の地図』（原題: Карта капитана Флинта）が1986年、後編にあたる『フリント船長の宝物』（原題: Сокровища капитана Флинта）が1988年に公開された。

## あらすじ
映画全体を通して、登場人物の紹介はカードを通じて行われ、カードには他の特徴とともに「未婚」と記されている（『春の十七の瞬間』への言及）。特定のシーンの後に実写の歌も流れ、観客に薬物や運動についての教訓を伝えている。

## キャスト

### 声の出演
- ジム・ホーキンズ：ヴァレリー・ベッサラブ（ロシア語版）
- ジョン・シルバー：アルメン・ジガルハンヤン
- スモレット船長、ビリー・ボーンズ：ヴィクトル・アンドリエンコ（ロシア語版）
- リヴシー博士、"書類" ストーリーテラー：エフゲニー・ペーパーニー（ロシア語版）
- スクワイア・トレローニー：ボリス・ヴォズニュク（ロシア語版）
- ベン・ガン：ユーリ・ヤコブレフ（ロシア語版）
- ブラック・ドッグ：グリゴリー・トルチンスキー（ロシア語版）
- ブラインド・ピュー：ジョージ・キシュコ（ロシア語版）
- ブラインド・ピューの犬：ヴォロディミル・ビストリヤコフ（ロシア語版）
- "卑怯な海賊"：ヴォロディミル・ザドニプロフスキー（ウクライナ語版）

### 実写キャスト
- 器楽アンサンブル VIA（ВИА）そしてその劇団「グロテスク」：
  - 海賊のリーダー/キャプテン・フリント：ワレリー・チグリャエフ（ロシア語版）
  - ベン・ガンの物語におけるフリント船長：ユーリー・ネフガノンニ
  - ヴィクトル・アンドリエンコ（ロシア語版）
  - アナトリー・ディアチェンコ（ロシア語版）
  - ヴャチェスラフ・ドゥビニン（ロシア語版）
  - ミハイル・ツェリシェンコ（ロシア語版）
  - アレクサンダー・レヴィット
  - ヴィタリ・ヴァシルコフ（ロシア語版）
  - セミョン・グリゴリエフ
  - デビッド・チェルカスキー
  - ウラジミール・チグリャエフ
  - オレグ・シェレメンコ